# Éric De Keuleneer
Éric baron De Keuleneer est un économiste belge, né le 10 avril 1952, professeur à l'Université libre de Bruxelles (ULB), président du conseil d'administration de l'ULB, à la suite de la démission de Alain Delchambre.
Eric De Keuleneer est, depuis de très nombreuses années, le président du conseil d'administration de la Cinémathèque royale de Belgique et de son musée du cinéma.
En 2008, il obtint concession de noblesse héréditaire et du titre personnel de baron, accordée par le roi Albert II . 